# Thaumatolita hamifera
Thaumatolita hamifera är en fjärilsart som beskrevs av Walsingham 1912. Thaumatolita hamifera ingår i släktet Thaumatolita och familjen praktmalar, Oecophoridae. Inga underarter finns listade i Catalogue of Life.